# Dytkowce
Dytkowce (ukr. Дітківці) – wieś na Ukrainie w rejonie złoczowskim należącym do obwodu lwowskiego.

## Położenie
Na podstawie Słownika geograficznego Królestwa Polskiego i innych krajów słowiańskich: Dytkowce to wieś w powiecie brodzkim, pół mili od Brodów.
Do 2020 w rejonie brodzkim. 